# Olga Šplíchalová
Olga Šplíchalová, née le 1er septembre 1975 à Třebíč, est une nageuse tchèque.

## Carrière
Olga Šplíchalová dispute deux éditions des Jeux olympiques. En 1992 à Barcelone, elle termine sixième de la finale du 800 mètres nage libre et sixième de la finale B du 400 mètres nage libre. Aux Jeux de 1996, elle est éliminée en séries du 400 mètres nage libre, du 800 mètres nage libre et du relais 4x200 mètres nage libre.
Médaillée d'or du 5 kilomètres aux Championnats d'Europe de nage en eau libre 1993 à Slapy, Anne Chagnaud est médaillée de bronze du 800 mètres nage libre aux Championnats d'Europe de natation 1993 à Sheffield.
Elle remporte la médaille de bronze du 1 500 mètres nage libre à l'Universiade d'été de 1997 à Catane.